# 赤坂站 (福冈县)
赤坂站（日语：／ Akasaka eki */?）位於日本福岡市中央區赤坂1丁目境內，屬於福岡市地下鐵機場線的鐵路車站。車站編號為K07。

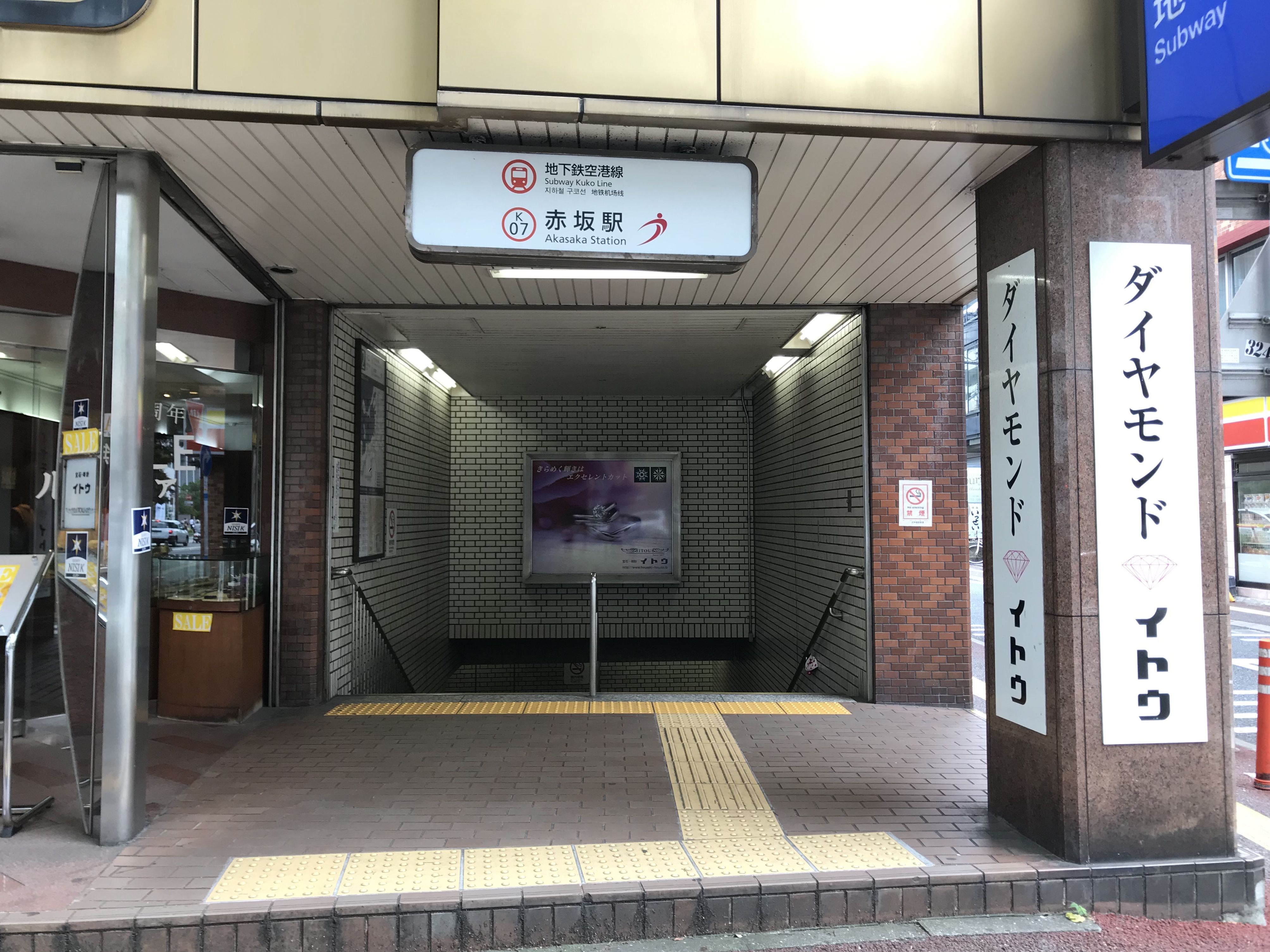
2號出口(2019年8月)

## 車站構造

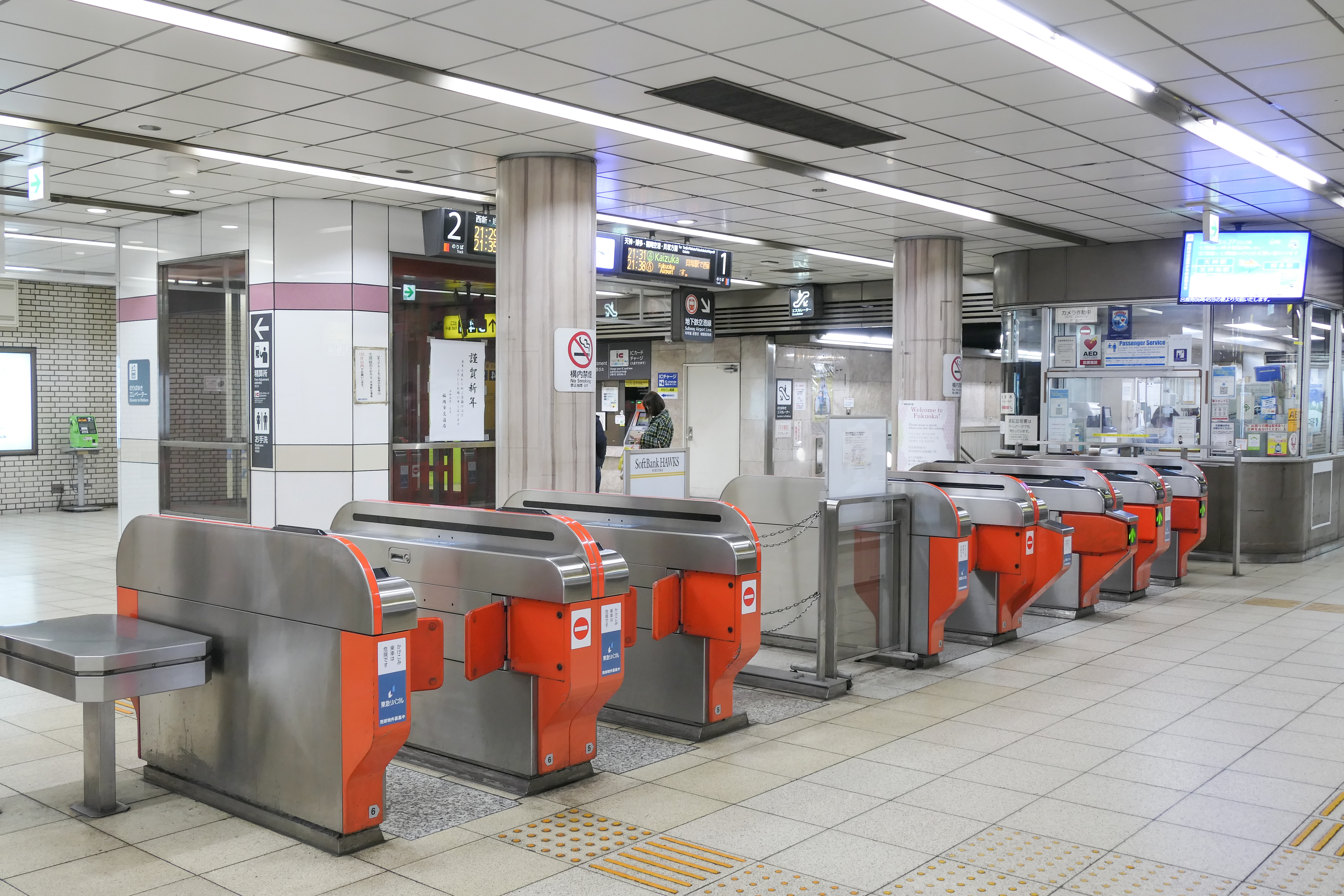
閘口(2023年1月)

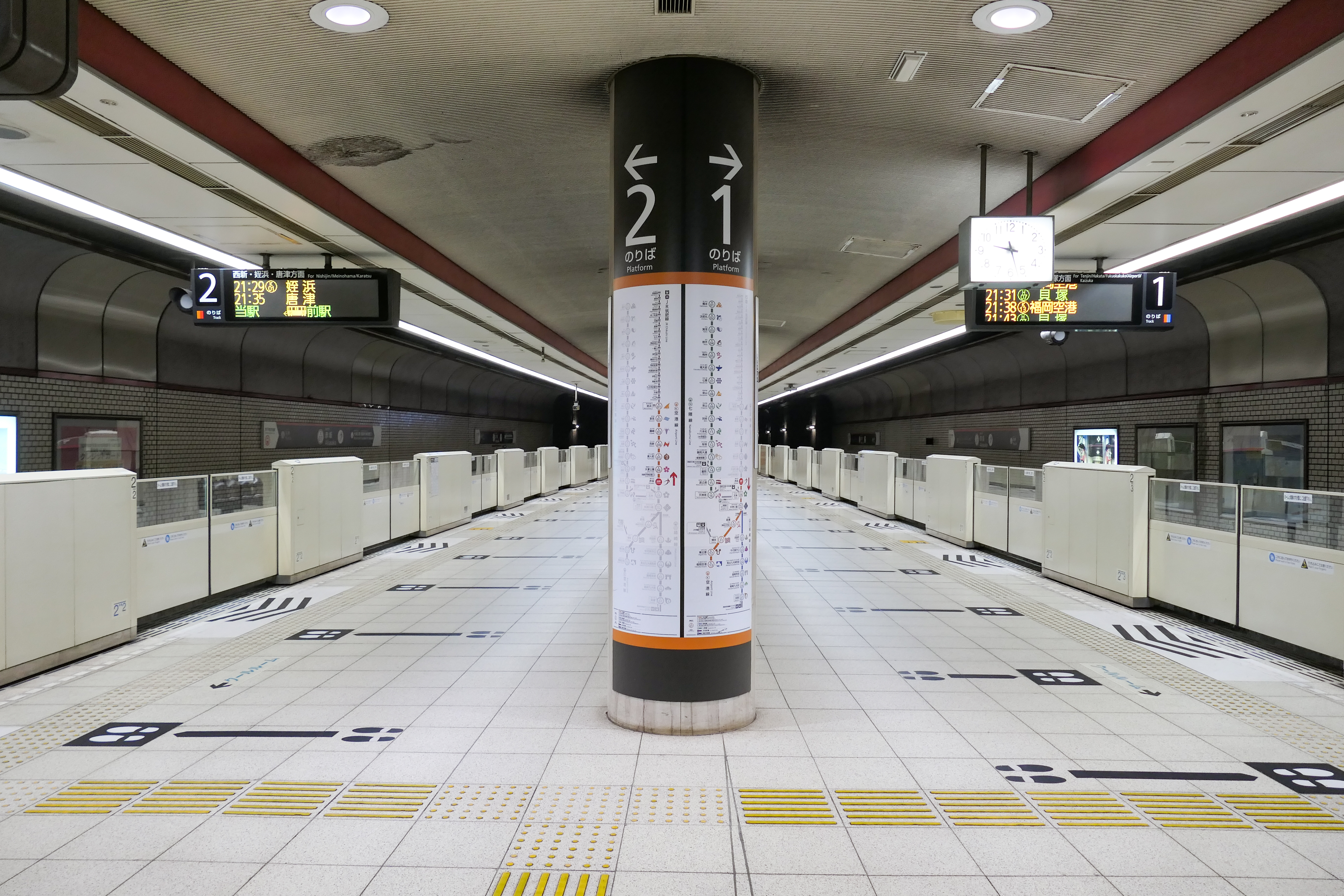
1號與2號月台(2023年1月)

島式月台1面2線的地底車站。位於明治通的正下方。

### 月台配置
| 月台 | 路線   | 目的地                         |
| ---- | ------ | ------------------------------ |
| 1    | 機場線 | 天神、博多、福岡機場、貝塚方向 |
| 2    | 機場線 | 姪濱、筑前前原、唐津方向       |

## 利用狀況
2016年（平成28年）度的1日平均上車人次為15,033人。
近年的1日平均上車人次推移如下表。
| 年度               | 1日平均 上車人次 |
| ------------------ | ---------------- |
| 2001年（平成13年） | 12,266           |
| 2002年（平成14年） | 12,207           |
| 2003年（平成15年） | 12,183           |
| 2004年（平成16年） | 12,237           |
| 2005年（平成17年） | 11,520           |
| 2006年（平成18年） | 12,152           |
| 2007年（平成19年） | 12,270           |
| 2008年（平成20年） | 12,669           |
| 2009年（平成21年） | 12,241           |
| 2010年（平成22年） | 12,421           |
| 2011年（平成23年） | 12,773           |
| 2012年（平成24年） | 13,088           |
| 2013年（平成25年） | 13,584           |
| 2014年（平成26年） | 14,022           |
| 2015年（平成27年） | 15,507           |
| 2016年（平成28年） | 15,033           |

## 相鄰車站
福岡市交通局（福岡市地下鐵）
 機場線
大濠公園（K06）－赤坂（K07）－天神（K08）

## 外部連結
- 福岡市地下鐵 赤坂站 （页面存档备份，存于）（日語）